# San Juan (Southern Leyte)
San Juan is een gemeente in de Filipijnse provincie Southern Leyte op het eiland Leyte. Bij de laatste census in 2007 had de gemeente ruim 14 duizend inwoners.

## Geografie

### Bestuurlijke indeling
San Juan is onderverdeeld in de volgende 18 barangays:
| - Agay-ay - Basak - Bobon A - Bobon B - Dayanog - Garrido - Minoyho - Osao - Pong-oy | - San Jose - San Roque - San Vicente - Santa Cruz - Santa Filomena - Santo Niño - Somoje - Sua - Timba |

## Demografie
San Juan had bij de census van 2007 een inwoneraantal van 14.442 mensen. Dit zijn 932 mensen (6,9%) meer dan bij de vorige census van 2000. De gemiddelde jaarlijkse groei komt daarmee uit op 0,92%, hetgeen lager is dan het landelijk jaarlijks gemiddelde over deze periode (2,04%). Vergeleken met de census van 1995 is het aantal mensen met 3.050 (26,8%) toegenomen.

De bevolkingsdichtheid van San Juan was ten tijde van de laatste census, met 14.442 inwoners op 96,12 km², 150,2 mensen per km².